# Parco nazionale di Ichkeul
Il parco nazionale di Ichkeul (المحمية الوطنية إشكل) è un'area naturale situata nella Tunisia settentrionale, a sud-ovest della città di Biserta e dell'omonimo lago, cui è collegato sul piano idrografico, a e nord della cittadina di Mateur. Istituito nel 1977, è stato inserito nell'elenco dei patrimoni dell'umanità dell'UNESCO nel 1980.

## Storia
La creazione di aree protette nell'Africa settentrionale ha sempre incontrato notevoli difficoltà: e ciò non soltanto per la scarsezza delle risorse naturali, sfruttate all'estremo dalle povere genti locali, ma anche a causa di una certa mentalità musulmana piuttosto diffidente verso la protezione della natura, e ancor più dell'atteggiamento degli europei colonizzatori, protesi verso lo sfruttamento intensivo di tutti i beni disponibili. Appare quindi davvero significativo che, per una serie di fortunate circostanze storiche, siano giunti ai giorni nostri ambienti straordinari come quello del lago Ichkeul, il cui valore di zona umida praticamente intatta può esser meglio compreso solo se si pensa all'estrema aridità di tutti i territori circostanti.
Già verso l'inizio del XX secolo, l'isola di Djebel Ichkeul, il cui nome deriva dall'arabo djebel (=montagna) e dall'antica corruzione dell'italiano «scoglio», aveva attratto l'attenzione dei naturalisti. Di forma ellittica, alta 508 m, essa sorge tra il lago e la palude omonima, che vengono alimentati dai rami dell'uadi Joumine e si collegano poi, attraverso l'uadi Tinja, alla laguna di Biserta. La natura dolomitica e le numerose grotte ne fanno una testimonianza geologica unica per la Tunisia, e la flora e la fauna che vi abitano rivestono notevole importanza. Sulle pendici dell'isola vivevano un tempo uccelli come l'aquila di mare, il grifone, il falco sacro e il falco della regina.
Ma l'animale di maggior rilievo storico era il bufalo, che sopravviveva qui con una popolazione considerata, in base a precise testimonianze storiche e a determinate caratteristiche morfologiche, autentica discendente dei bufali cartaginesi e ben diversa dalle forme più o meno addomesticate degli altri paesi circummediterranei, Italia compresa. Questi bufali erano infatti protetti in passato perché considerati, come l'intero territorio circostante, proprietà personale del Bey, e alla loro sorveglianza provvedeva uno speciale incaricato, detto il Caid dei bufali: non vi è quindi da meravigliarsi se l'intero massiccio, disabitato e ricco di acque, finì con il trasformarsi in un vero paradiso naturale.
Le successive vicende portarono, purtroppo, ad un progressivo impoverimento faunistico e scomparvero, in particolare, quasi tutti gli uccelli rapaci più interessanti. Ma lo specchio d'acqua lacustre non venne scalfito, e anzi vide accrescere la sua importanza per effetto della bonifica di altri stagni e laghi tunisini, che costrinse gran parte dell'avifauna a concentrarsi nel lago Ichkeul e nella laguna gemella di Biserta. Così il governo tunisino ha adottato delle prime misure di protezione nel 1978, in attesa di erigere la zona a vero parco nazionale. Ma serie minacce, tra cui la paventata costruzione di sbarramenti artificiali, incombono purtroppo ancora su questo eccezionale ambiente.

## Geografia
Il grande lago Ichkeul si stende a sud-ovest della città di Biserta ed è collegato, attraverso l'uadi Tinja, con l'omonima laguna, mentre la pittoresca mole del Djebel lo separa dalle zone acquitrinose più meridionali. La sua superficie media, assai variabile, oscilla intorno al centinaio di chilometri quadrati: le caratteristiche ecologiche sono incostanti, perché esso viene alimentato d'acqua dolce dai corsi d'acqua interni durante l'inverno, mentre d'estate è l'acqua salata ad arricchirlo dal mare attraverso la laguna di Biserta. La profondità è limitata, aggirandosi nel periodo estivo intorno al metro e mezzo.

## Flora
La vegetazione è ricca di elementi palustri: tra le piante superiori acquatiche spiccano con dense formazioni la naiade di palude (Zannichellia palustris) e il potamogeto a foglie ristrette (Stuckenia pectinata). Vi sono inoltre associazioni riparie con nocco o giunco di palude (Schoenoplectus lacustris), stiancia (Typha angustifolia) e cannuccia di palude, cui seguono vasti prati a pascolo e arbusti di tamerici.

## Fauna
La fauna comprende, oltre alla rara lontra presente lungo le rive del lago, anche il bufalo d'acqua nordafricano (Bubalus bubalis), probabile progenitore delle forme domestiche, che come si è detto viveva a Ichkeul sin da tempi remotissimi, ma che sembra sia stato qui reintrodotto a partire dal 1976, dopo che vicende sfortunate ne avevano determinato la virtuale scomparsa. L'elemento di maggior attrazione naturalistica e significato ecologico è però rappresentato dall'avifauna acquatica, dato che il lago costituisce uno dei principali siti mediterranei di svernamento per gli uccelli migratori, che vi affluiscono e sostano addirittura a centinaia di migliaia. I più numerosi sono senz'altro il moriglione, di cui si sono contati fino a 100.000 individui, il fischione e la folaga: ma vi abbonda anche l'oca selvatica, presente con 7000 esemplari, e vi è normale persino il raro gobbo rugginoso, di cui nel 1977 vennero osservati 700 soggetti, un vero record per una specie tanto infrequente. Vi si incontrano poi polli sultani, aironi guardabuoi (d'estate) e nitticore, nonché, tra i rapaci, gheppi e falchi di palude. Per questo il lago Ichkeul viene considerato come la zona umida più importante dell'intera regione maghrebina. Anche la fauna ittica è molto abbondante e annovera tra l'altro l'anguilla, la sogliola e un curioso pesce semimarino non troppo diffuso negli stagni mediterranei, il nono (Aphanius fasciatus). Notevole è infine la fauna invertebrata, che comprende vari interessanti crostacei lagunari, molluschi, vermi e policheti.